# 光明行 (歌曲)
光明行是一首为庆祝中华人民共和国成立60周年创作的爱国歌曲，由虞文琴作词，雷远生作曲。作品於2009年入选中宣部推荐100首爱国歌曲（第95首），又於2011年首轮入围“唱响中国——群众最喜爱的新创作歌曲”征集评选活动（第37首）。歌曲以“光明”为主线，表达中国共产党人披荆斩棘，带领中国走向繁荣的信心。